# Ejército Villista Revolucionario del Pueblo
El Ejército Villista Revolucionario del Pueblo (EVRP) es un grupo guerrillero mexicano, apegado a pensamientos agrarios y de izquierda, tomando el nombre del líder revolucionario Pancho Villa. El EVRP es un desprendimiento del Ejército Popular Revolucionario lanzando su primer comunicado el 5 de diciembre de 1999 y dirige su lucha contra el neoliberalismo.
Según el subsecretario de Comunicación Social, Gabino Cué, la dependencia aseguró que estas fracciones no tienen capacidad para poner en riesgo la estabilidad ni constituyen una amenaza para la paz social del país. El antecedente de esta fracción se nutrió de los sectores popular, obrero, campesino, indígena y estudiantil del Distrito Federal, Estado de México y Guanajuato. Estas células derivaron principalmente de las que surgieron en 1978, después del desmembramiento de la Liga Comunista 23 de Septiembre, y se unieron al proyecto del PDPR en 1996.

## Historia
En el primer comunicado de la organización es comandada por "Comandante Roldán" además de mencionar que trabajan con integrantes del Comando Francisco Villa y la Organización Revolucionaria Armada del Pueblo, agrupaciones consideradas fundadoras del EPR. En 2001 los grupos como las Fuerzas Armadas Revolucionarias del Pueblo, el Ejército Villista Revolucionario del Pueblo y el Comité Clandestino Revolucionario de los Pobres-Comando Justiciero 28 de junio crearon la Coordinadora Guerrillera Nacional José María Morelos y Pavón. También en un segundo comunicado dan su opinión Huelga estudiantil de la UNAM (1999-2000) y la Masacre de Tlatelolco donde califican las medidas realizadas por el gobierno como represivas y autoritarias. Su ultimo comunicado fue lanzado en noviembre de 2006, concernientes a las pasadas elecciones de ese mismo año donde instigan a la población a organizarse y dejar atras a las plataformas de partidos políticos.

## Actividad
El primero de marzo del año 2000 se responsabilizaron de un ataque con morteros contra la Base Aérea Militar n.º 1 Santa Lucía, ubicada en Santa Lucía, municipio de Tecamac, en el Estado de México, además de un ataque contra la fachada del edificio central de la Policía Federal Preventiva en 15 marzo del mismo año, pero sin recibir cobertura por parte de los medios de comunicación. Desde el 2000 el grupo empezó a realizar acciones conjuntas El 2 de junio de 2001 la Coordinadora Guerrillera Nacional José María Morelos y Pavón (miembros del EVPR, FARP y el CJ28J) dispararon desde un cerro y un terreno baldío hacia una caseta de la Policía Judicial Federal ubicada en la carretera Iguala-Teloloapan, en el municipio de Cocula, sin que se reportasen heridos.
No fue hasta el 1 de septiembre del mismo año, que los miembros de la Coordinadora Guerrillera Nacional José María Morelos, detonaron explosivos de bajo poder contra una distribuidora General Motors y a una sucursal McDonald's, ambas en la Ciudad de México causando daños materiales a cristales y algunos automóviles de exhibición.